# 리베르타스

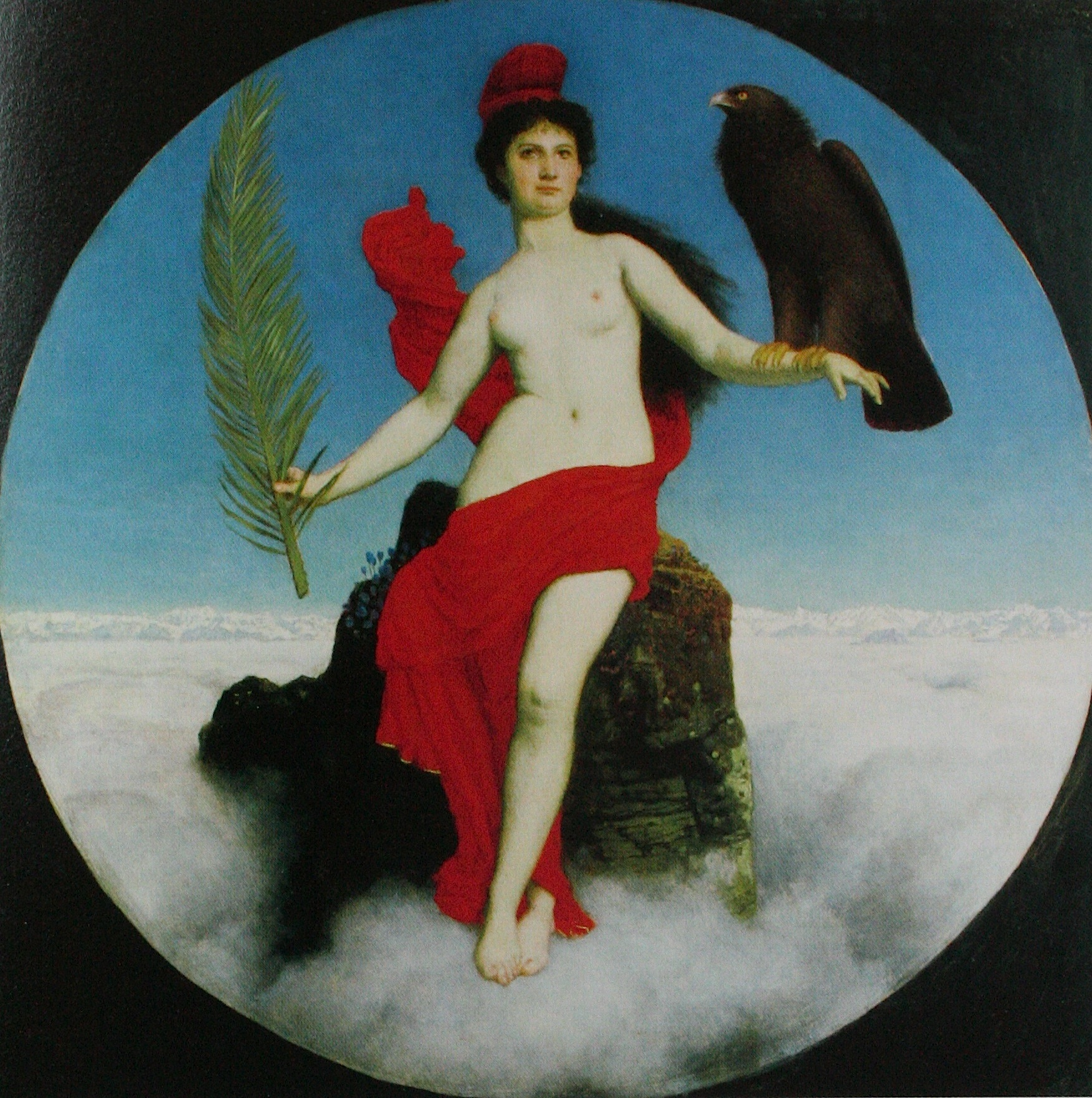

리베르타스(Libertas [liːˈbɛrt̪aːs̠],라틴어 '자유'를 의미)는 로마의 여신이자 자유의 의인화이다. 종종 '자유의 여신'으로 언급된다. 그녀는 후기 공화국에서 정치화된 인물이 되었고, 대중 파를 지원하는 주화와 나중에 줄리어스 시저(Julius Caesar)의 암살자들을 지원하는 주화에 등장했다. 그럼에도 불구하고, 그녀는 때때로 네로(Nero)의 죽음 이후 그의 짧은 통치 기간 동안 갈바(Galba)의 '인민의 자유'(Freedom of the People) 주화와 같은 제국 시대의 주화에 등장한다. 그녀는 일반적으로 두 가지 액세서리로 묘사된다. 막대와 부드러운 말뚝, 그녀가 착용하는 것이 아니라 들고 있다.
여신 리베르타스(Libertas)에 해당하는 그리스어는 자유의 의인화인 엘레우테리아(Eleutheria)이다. 로마 여신의 도상학을 종종 유지하는 사람으로서의 자유에 대한 포스트 클래식 묘사가 많이 있다.

## 같이 보기
- 자유의 여신상
- 민중을 이끄는 자유의 여신
- 컬럼비아